# Schöneiche bei Berlin
Schöneiche bei Berlin (letteralmente: «Schöneiche presso Berlino») è un comune di 13 145 abitanti del Brandeburgo, in Germania.

Appartiene al circondario dell'Oder-Sprea.

## Società

### Evoluzione demografica
- Sviluppo della popolazione dal 1875 entro gli attuali confini (Linea Blu: Popolazione; Linea puntata: Confronto dello sviluppo della popolazione dello stato del Brandenburgo; Sfondo grigio: Ai tempi del governo nazista; Sfondo rosso: Al tempo del governo comunista)
- Sviluppo recente della popolazione (Linea blu) e previsioni

| Anno | Abitanti |
| ---- | -------- |
| 1875 | 846      |
| 1890 | 1 005    |
| 1910 | 2 984    |
| 1925 | 4 727    |
| 1939 | 9 153    |
| 1950 | 9 561    |
| 1964 | 9 970    |

| Anno | Abitanti |
| ---- | -------- |
| 1971 | 10 175   |
| 1981 | 9 241    |
| 1985 | 8 906    |
| 1990 | 8 199    |
| 1995 | 9 428    |
| 2000 | 11 299   |
| 2005 | 12 004   |

| Anno | Abitanti |
| ---- | -------- |
| 2010 | 12 196   |
| 2015 | 12 311   |
| 2016 | 12 337   |
| 2017 | 12 494   |
| 2018 | 12 666   |
| 2019 | 12 789   |
| 2020 | 12 899   |

Fonti dei dati sono nel dettaglio nelle Wikimedia Commons..

## Infrastrutture e trasporti

### Strade
Il territorio comunale è lambito dalla strada federale B 1/B 5.

### Ferrovie
Schöneiche è servita dalla Schöneicher-Rüdersdorfer Straßenbahn, una linea tranviaria interurbana proveniente da Rüdersdorf, che collega il centro abitato alla S-Bahn berlinese presso Friedrichshagen.

## Amministrazione

### Gemellaggi
Schöneiche è gemellata con:
- Lubniewice
- Schwentinental
- Verbandsgemeinde Kaiserslautern-Süd
- Pullach im Isartal